# Moorkensplein

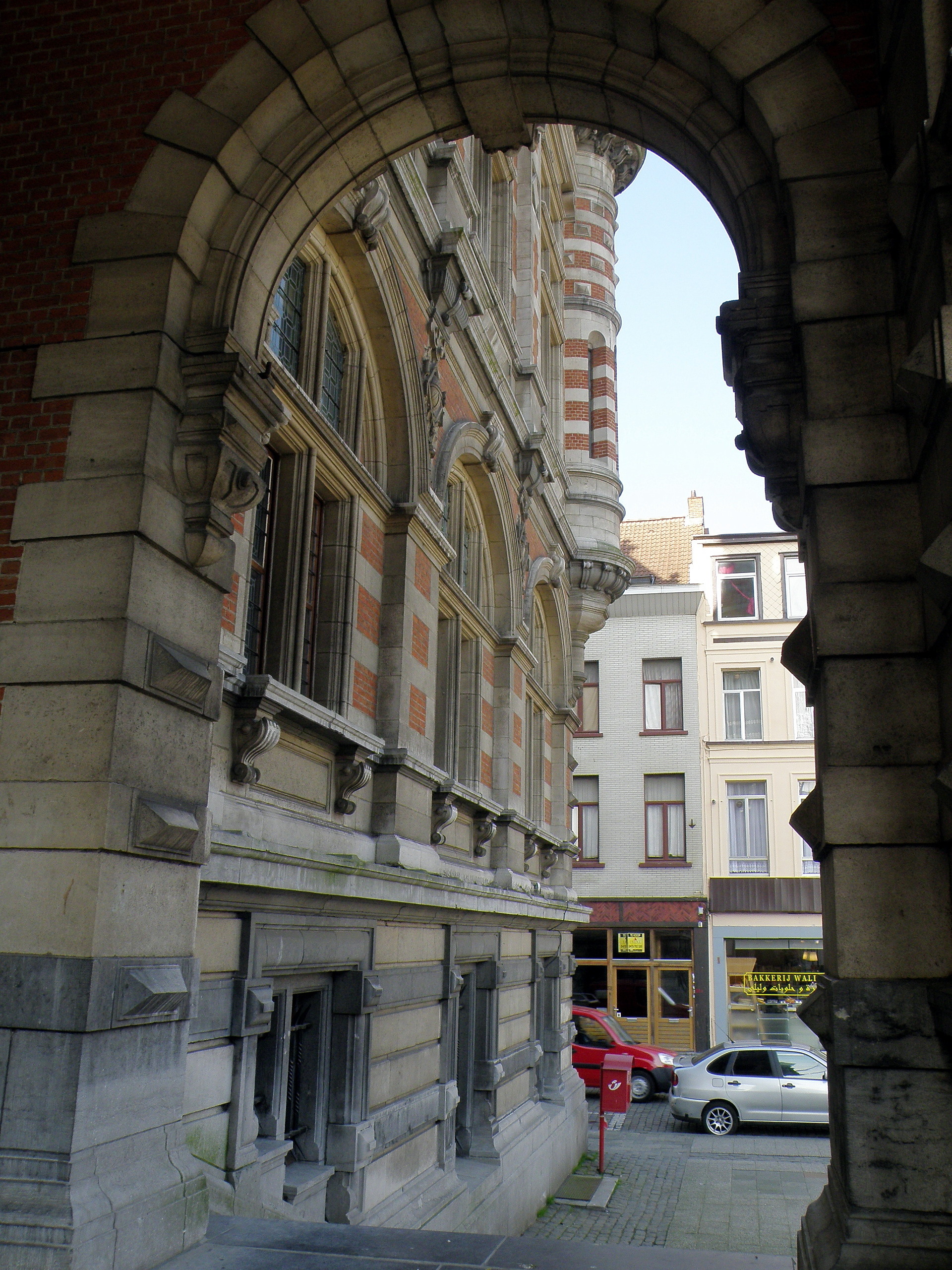
Het gemeentehuis van Borgerhout aan het Moorkensplein

Het Moorkensplein is een plein in Borgerhout waaraan het Districtshuis van Borgerhout is gelegen. Het werd aangelegd aan het einde van de 19e eeuw tijdens de ambtsperiode van burgemeester Lodewijk Moorkens.
In 2016 wordt het plein heringericht. Hiervoor worden een oud politiegebouw en zes woningen gesloopt, zodat het plein kan worden vergroot en een buurtparkje kan worden aangelegd. De plannen zijn gemaakt door de Nederlandse architect Peter Lubbers.